# Opsariichthys kaopingensis
Opsariichthys kaopingensis är en fiskart som beskrevs av Chen och Wu 2009. Opsariichthys kaopingensis ingår i släktet Opsariichthys och familjen karpfiskar. Inga underarter finns listade i Catalogue of Life.